# Csutakfarkú hangyászgébics
A csutakfarkú hangyászgébics (Myrmornis torquata) a madarak osztályának verébalakúak (Passeriformes) rendjébe és a hangyászmadárfélék (Thamnophilidae) családjába tartozó Myrmornis nem egyetlen faja.

## Rendszerezése
A fajt Pieter Boddaert holland ornitológus írta le  1783-ban, a Formicarius nembe Formicarius torquatus néven.

## Alfajai
- Myrmornis torquata stictoptera (Salvin, 1893)
- Myrmornis torquata torquata (Boddaert, 1783)[2]

## Előfordulása
Közép-Amerika déli és Dél-Amerika északi részén, Nicaragua, Panama, Brazília, Kolumbia, Ecuador, Francia Guyana, Guyana, Peru, Suriname és  Venezuela területén honos.
Természetes élőhelyei a szubtrópusi és trópusi síkvidéki esőerdők. Állandó, nem vonuló faj.

## Megjelenése
Testhossza 16 centiméter, testtömege 42-51 gramm. Nevét is rövid faroktollairól kapta.

## Életmódja
Rovarokkal és egyéb ízeltlábúakkal táplálkozik, de fogyaszt puhatestűeket is.

## Természetvédelmi helyzete
Az elterjedési területe rendkívül nagy, egyedszáma viszont csökkenő, de még nem éri el a kritikus szintet. A Természetvédelmi Világszövetség Vörös listáján nem fenyegetett fajként szerepel.